# محافظة أولت
محافظة أولت هي محافظة تقع في رومانيا على الحد مع بلغاريا، في منطقتي أولتينيا ومونينيا التاريخيتين (يفصل بين المنطقتان نهر أولت) والعاصمة هي سلاتينا.
في 24 أغسطس عام 2017 قرر مجلس محافظة أولت عمل استقتاء محلي في 15 أكتوبر 2017 لتغيير اسمها إلى أولت روماناتي.الأستفتاء المحلي تم العمل به في 6 و7 أكتوبر عام 2018 . تم الغاء التصويت حيث كانت نسبة التصويت 24.19% اقل من النسبة المراد الوصول 30% لهذا محافظة أولت احتفظت باسمها الحالي.

## التعداد السكاني
في عام 2011، بلغ التعداد السكاني 415,530 نسمة وبلغت الكثافة السكانية 75.57/كم2 (195.7/ميل2) .
- الرومانيون يشكلون - 98.06٪ [3]
- الغجر- 1.86٪، وجنسيات أخرى.

المحافظة ريفية بشكل رئيسي، يعيش أكثر من 60 ٪ من السكان في القرى.

## الموقع الجغرافي
تبلغ مساحة المحافظة 5,498 كـم2 (2,123 ميل2) .
تقبع المحافظة في منطقة مسطحة في الجزء الغربي من السهلول الرومانية. تمر من خلالها الأنهار من الشمال إلى الجنوب، والنهر الرئيسي - نهر أولت الذي تم تسميت المحافظة على اسم هذا النهر. يشكل نهر الدانوب وادي كبير في الجنوب، يوجد به العديد من البرك والقنوات الصغيرة التي تغمرها المياه أحيانًا.

### المدن المجاورة
- محافظة تيليورمان نحو الشرق.
- محافظة دولج نحو الغرب.
- مقاطعة أرغيس ومقاطعة فالسيا نحو الشمال.
- بلغاريا نحو الجنوب - مقاطعة فراتسا ومقاطعة بليفين.

## الإقتصاد
الصناعات الرائجة في المحافظة هي:
- تعدين - الألومنيوم مكونات والألومنيوم.
- معدات السكك الحديدية.
- صناعة المواد الغذائية والمشروبات.
- صناعة المنسوجات.
- صناعة المكونات الميكانيكية.

تعتبر الزراعة المهنة الرئيسية في المحافظة - يعتبر أكثر من 58٪ من السكان يتخذون من الزراعة كمهنة رئيسية لهم. يمارسون الزراعة بأنواعها الكبيرة والصغيرة والخضروات والفواكه. تعتبر المنطقة مناسبة تمامًا للري.

## السياحة
الوجهات الرئيسية للسياح هي:
- مدينة سلاتينا.
- الصيد في نهر الدانوب وعلى نهر أولت.
- بلدة كورابيا بها قلعة رومانية قديمة وكاتدرائية أرثوذكسية كبيرة وحمامات شمس على نهر الدانوب والإبحار وصيد الأسماك.
- بلدة سكورنيستي - مسقط رأس نيكولاس تشاوتشيسكو

## التقسيمات الإدارية

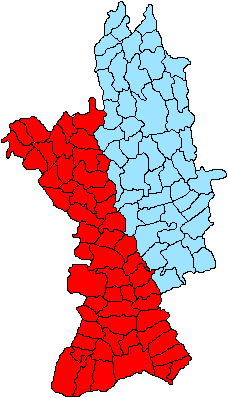
خريطة مقاطعة أولت وبلدياتها تُظهر الأجزاء في الشرق (جزء من مونتينيا باللون الأخضر) وفي الغرب (جزء من أولتينيا باللون الأحمر) من نهر أولت

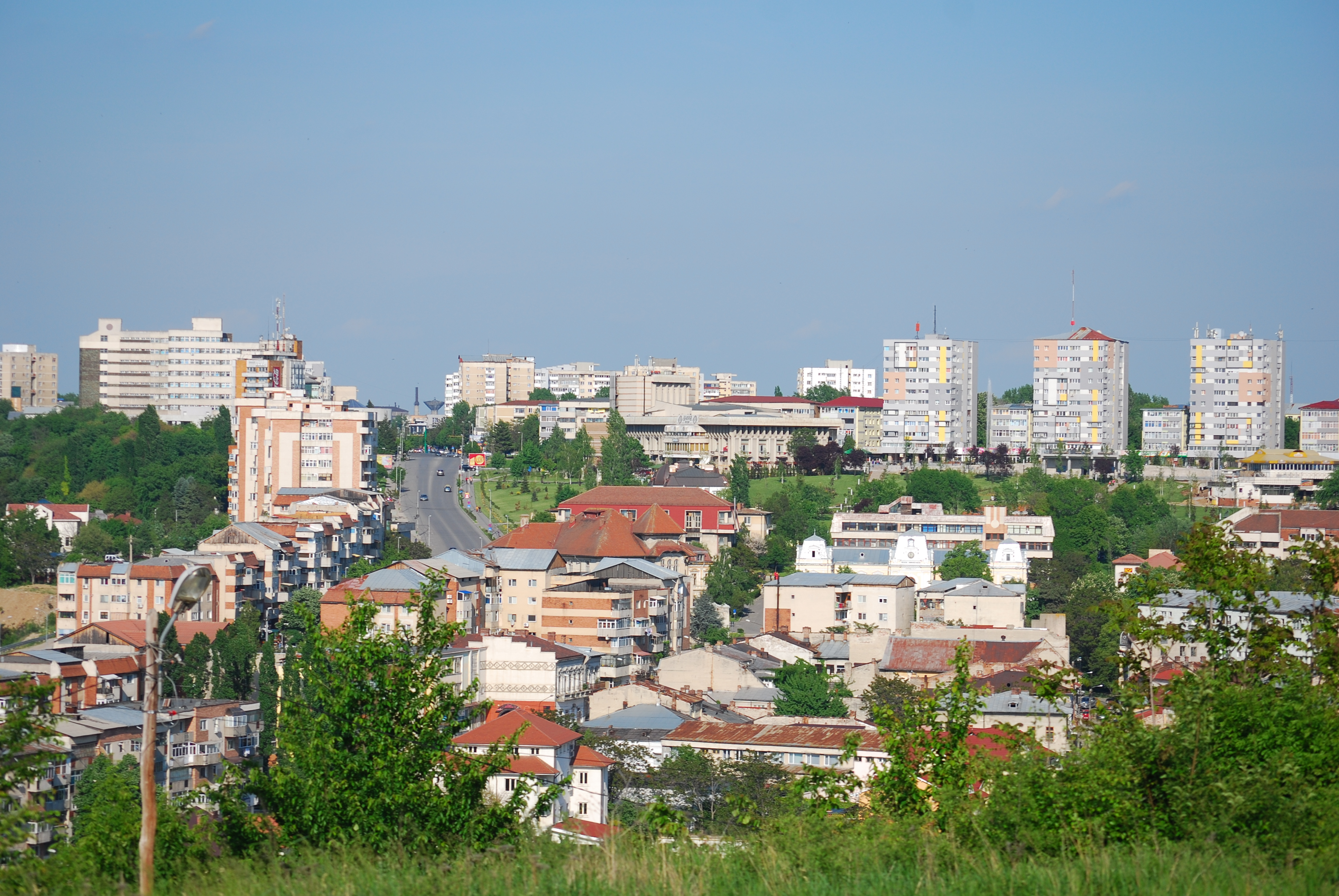
سلاتينا

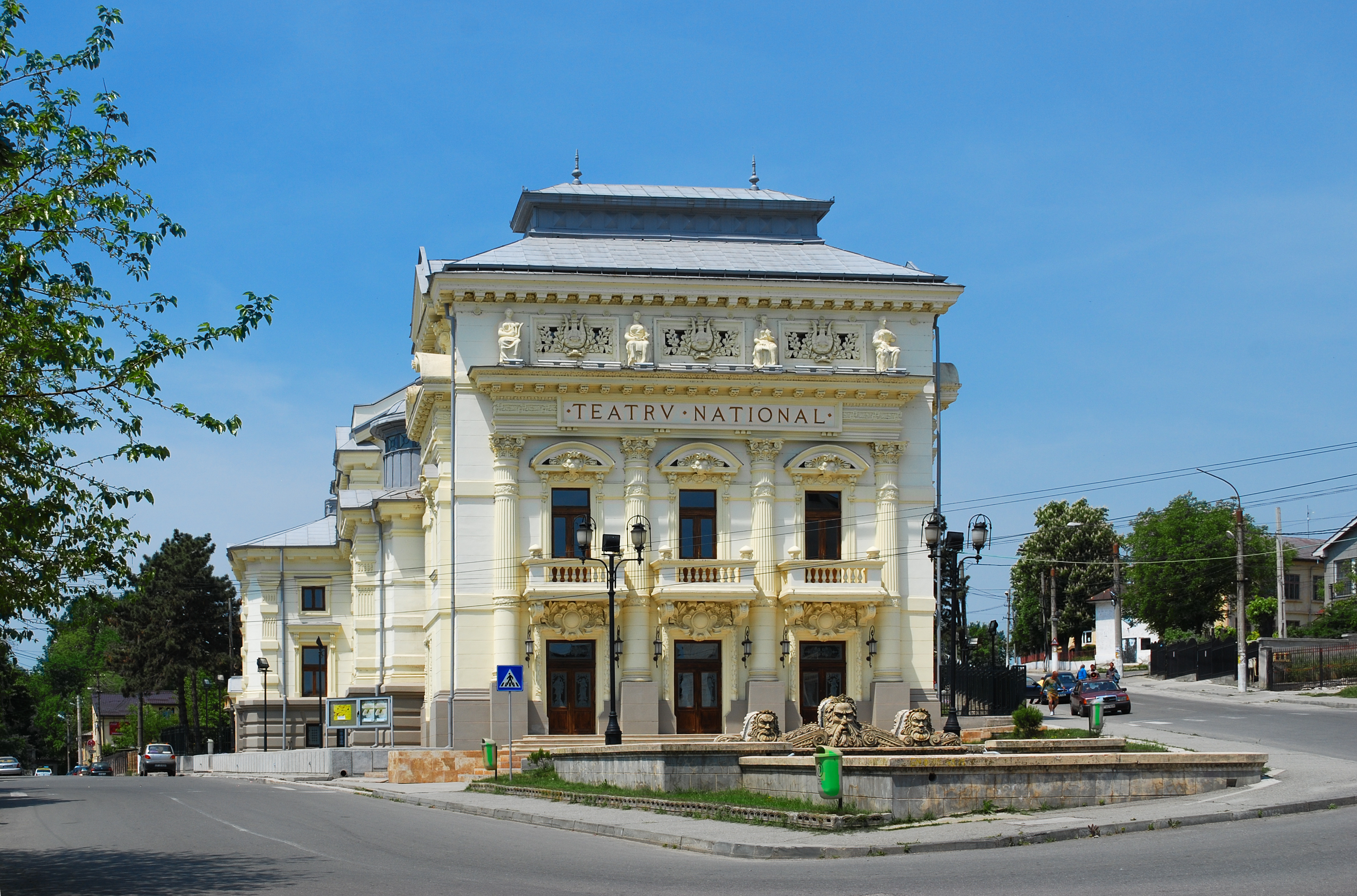
كاراكال

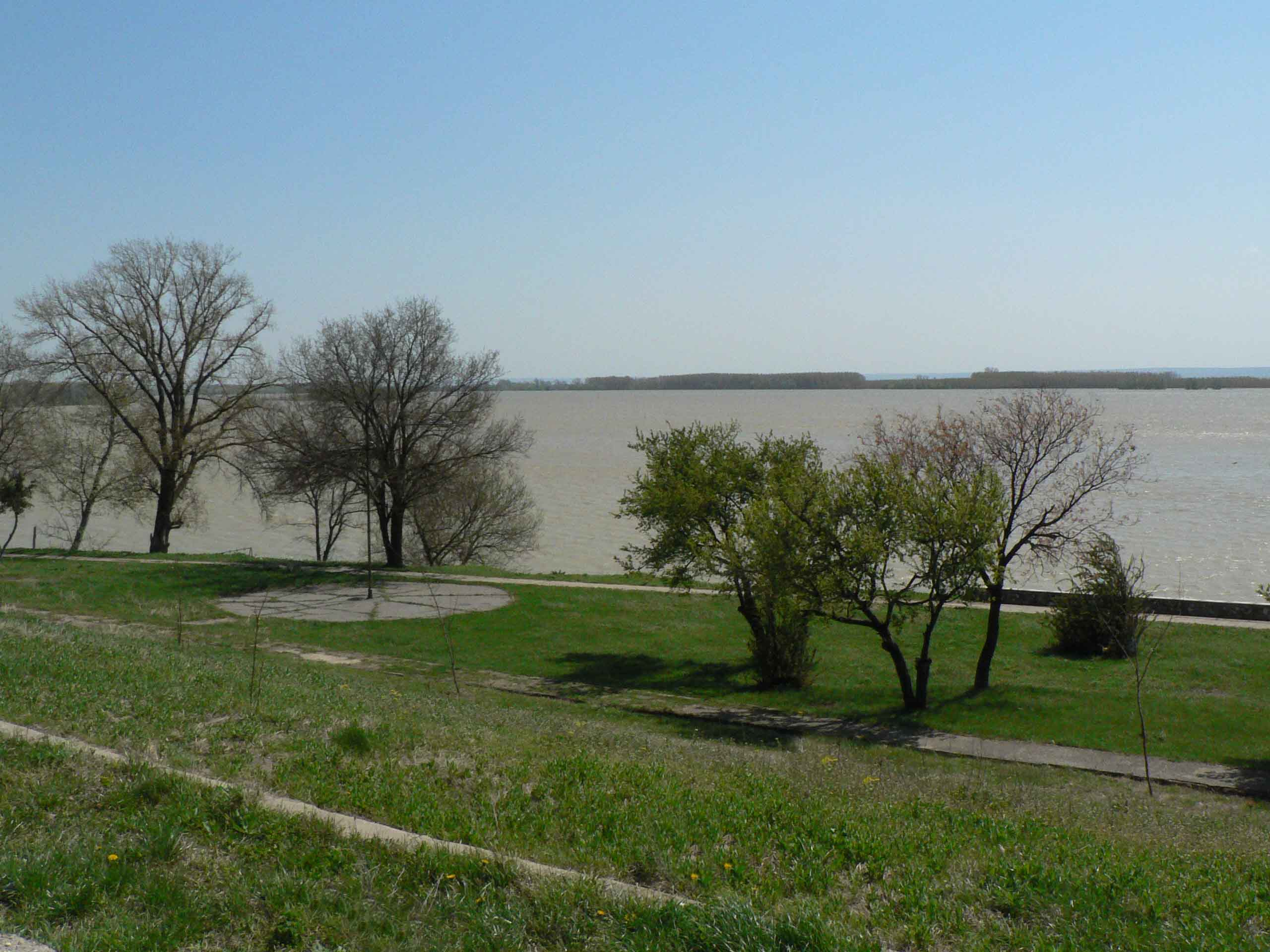
الدانوب في كورابيا

تتكون محافظة أولت من بلدياتان و 6 مدن و 104 بلديات:
- البلديات
  - كاراكال
  - سلاتينا - العاصمة؛ السكان: 87608 (اعتبارًا من 2007)
- المدن
- بالس
- كورابيا
- دراغانيستي
- بياترا
- بوتوكوافا
- سكورنيستي

على مر التاريخ، كانت تقع المحافظة في الجزء الجنوبي من رومانيا الكبرى، غرباَ من المنطقة التاريخية لمونتينيا، بالقرب من وجنوب بوخارست. تشتمل المحافظة على الجزء الشمالي الشرقي من محافظة أولت الحالية، والجزء الجنوبي الغربي من مقاطعة أرغيس الحالية والجزء الشمالي الغربي من محافظة تيليورمان الحالية. على مر السنين وفي الحروب العالمية، ويحدها من الشمال محافظة ارغيس، وإلى الشرق من محافظات أرغيس وتيليورمان، ومن الجنوب مقاطعة تيليورمان، وفي الغرب محافظات روماناتي وفالسيا.

### الإدارة

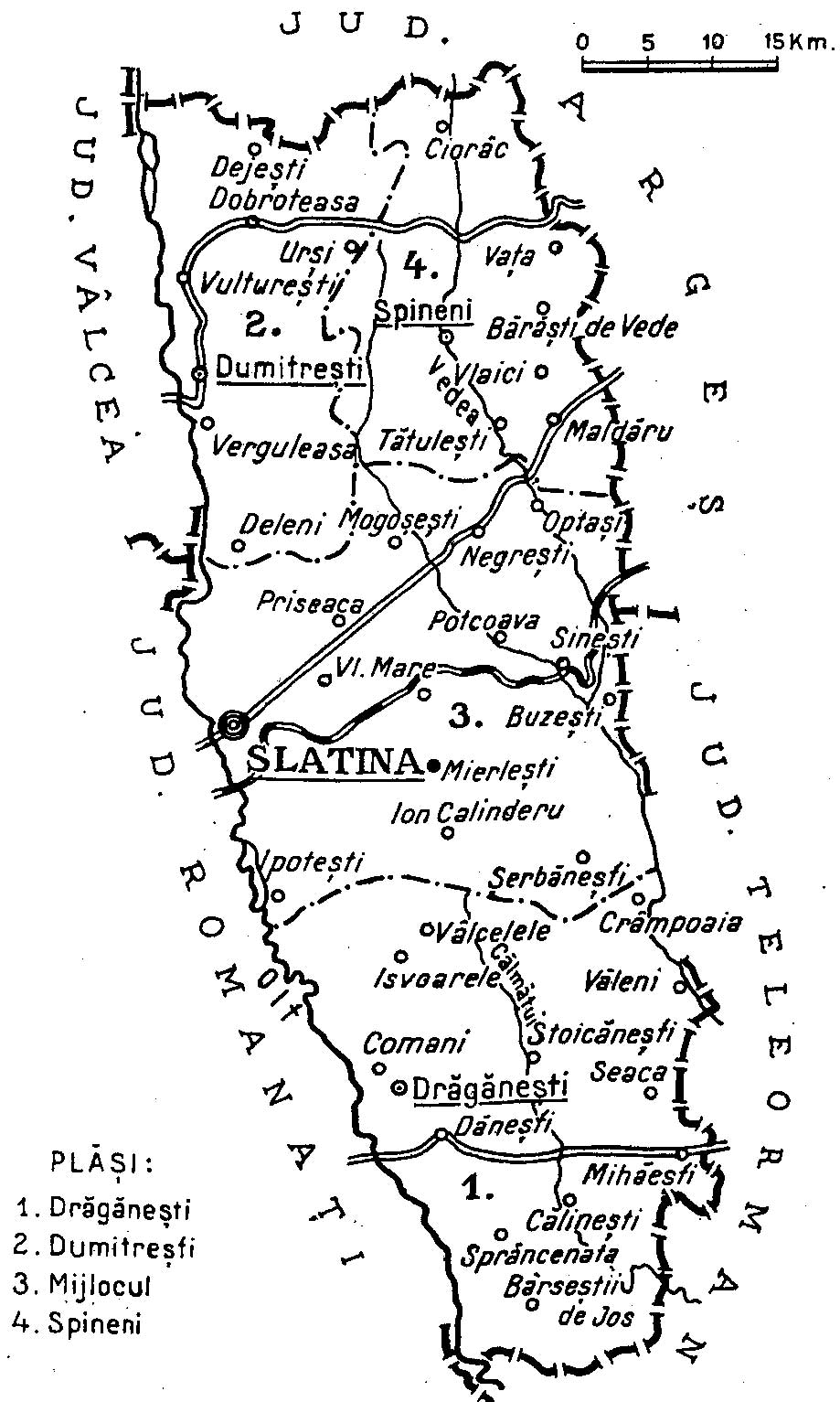
خريطة مقاطعة أولت كما تم تكوينها عام 1938.

المحافظة تم تقسيمها بالأصل إلى 3 مناطق ادارية.

### التعداد السكاني
بالإستناد على البيانات للتعداد السكاني في عام 1930، بلغ عدد سكان المحافظة 183,595 نسمة، مقسمون عرقياً على النحو التالي: 98.2٪ رومانيون، 1.2٪ غجر، بالإضافة إلى أقليات أخرى.وعلى النحو الديني، كان السكان 99.5٪ من الأرثوذكس الشرقيين، و 0.2٪ من الروم الكاثوليك، و 0.1٪ من اليهود، بالإضافة إلى الأقليات الأخرى.

#### السكان الحضر
في عام 1930، بلغ عدد السكان المتحضرين في المقاطعة 11243 نسمة، منهم 92.5٪ رومانيون، 2.5٪ من المجر، 1.5٪ يهود، 0.8٪ ألمان، بالإضافة إلى أقليات أخرى. وعلى النحو الديني، وكان السكان الحضر يتألفون من 94.1٪ أرثوذكس شرقي، و 2.3٪ كاثوليك، و 1.6٪ يهود، و 0.9٪ إصلاحيون، و 0.6٪ لوثريون، بالإضافة إلى أقليات أخرى.